# New Age (Bangladesh)
New Age est un quotidien bangladais de langue anglaise publié à partir de Dacca. C'est l'un des journaux les plus francs du pays, considéré pour sa politique éditoriale anti-établissement. Nurul Kabir (en) est le rédacteur en chef actuel du journal. En 2004, ses bureaux ont été perquisitionnés sans mandat par la police bangladaise (en),,. Un journaliste du New Age a été torturé par les membres du bataillon d'action rapide de l'agence de maintien de l'ordre,,.